# Caulolatilus
Caulolatilus es un género de blanquillos originarios del Océano Pacífico y las costas del Atlántico del  continente americano.

## Especie
Existen actualmente 11 especies reconocidas en este género:
- Caulolatilus affinis T. N. Gill, 1865
- Caulolatilus bermudensis Dooley, 1981
- Caulolatilus chrysops (Valenciennes, 1833)
- Caulolatilus cyanops Poey, 1866
- Caulolatilus dooleyi Berry, 1978
- Caulolatilus guppyi Beebe & Tee-Van, 1937
- Caulolatilus hubbsi Dooley, 1978
- Caulolatilus intermedius Howell-Rivero, 1936
- Caulolatilus microps Goode & T. H. Alubia, 1878
- Caulolatilus princeps (Jenyns, 1840)
- Caulolatilus williamsi Dooley & Berry, 1977